# Seremban
Seremban è una città della Malaysia, capitale dello Stato di Negeri Sembilan.